# Чачалака білочерева
Чачалака білочерева (Ortalis leucogastra) — вид куроподібних птахів родини краксових (Cracidae).

## Поширення
Вид поширений вхдовж тихоокеанського узбережжя в Коста-Риці, Сальвадорі, Гватемалі, Гондурасі, Нікарагуа та на півдні Мексики. Населяє переважно болотні ліси та болота з густим чагарником, а також трапляється в сухих лісах, на узліссях пасовищ і мангрових заростях.

## Опис
Птах має довжину від 43 до 50 см і важить від 439 до 560 г. Його голова, верхня частина і груди коричневі, а черево матово-біле. Його коричневий хвіст має білий кінчик. Око оточує гола темна шкіра обличчя.

## Спосіб життя
Годується групами по шість, а іноді й більше птахів і майже завжди залишається на деревах на висоті 6-10 м Його раціон — це переважно ягоди та фрукти, а також він харчується листям, бруньками, квітами та безхребетними.